# Großer Preis von Monaco 1934

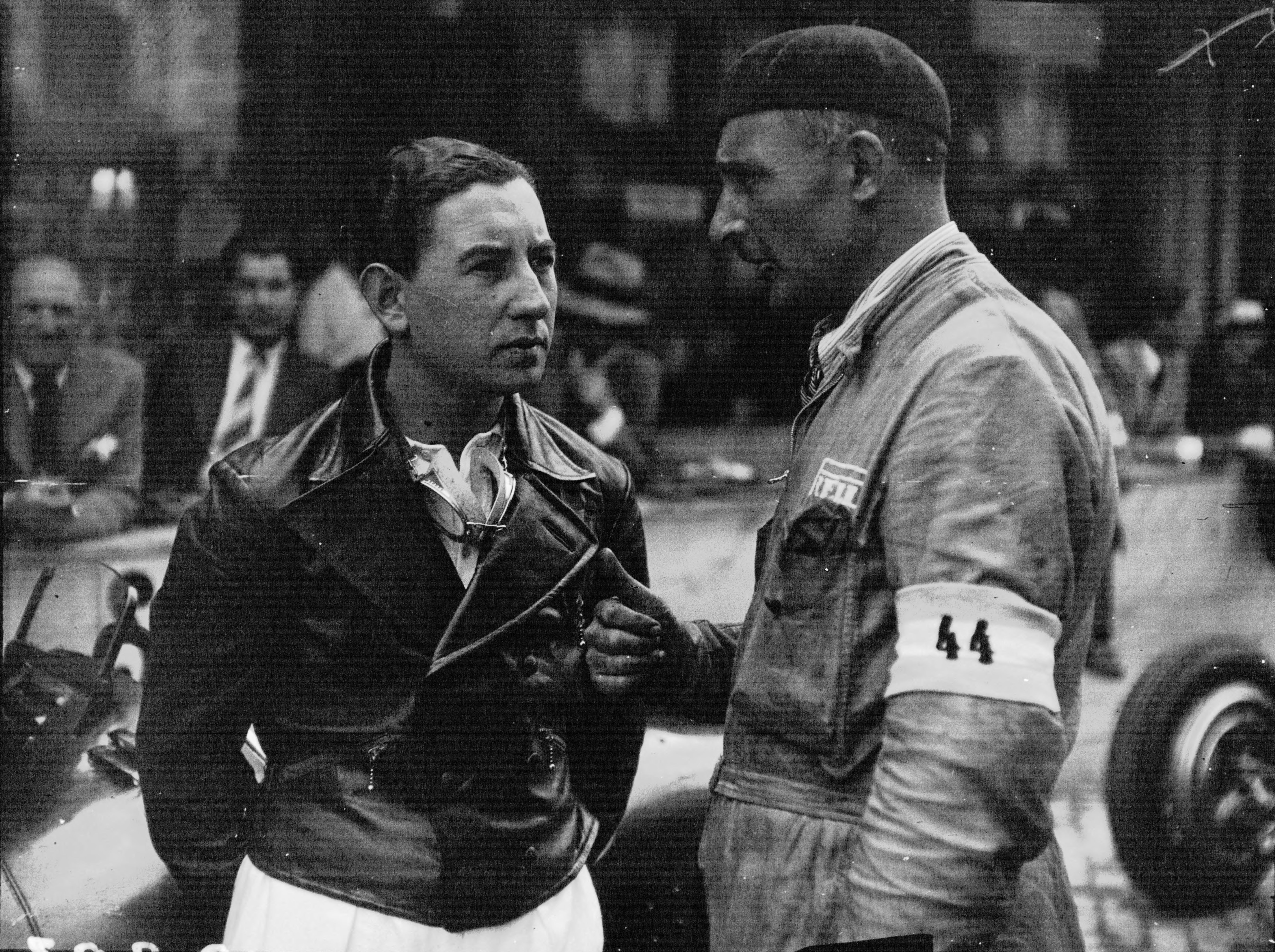
Rennsieger Guy Moll (links)

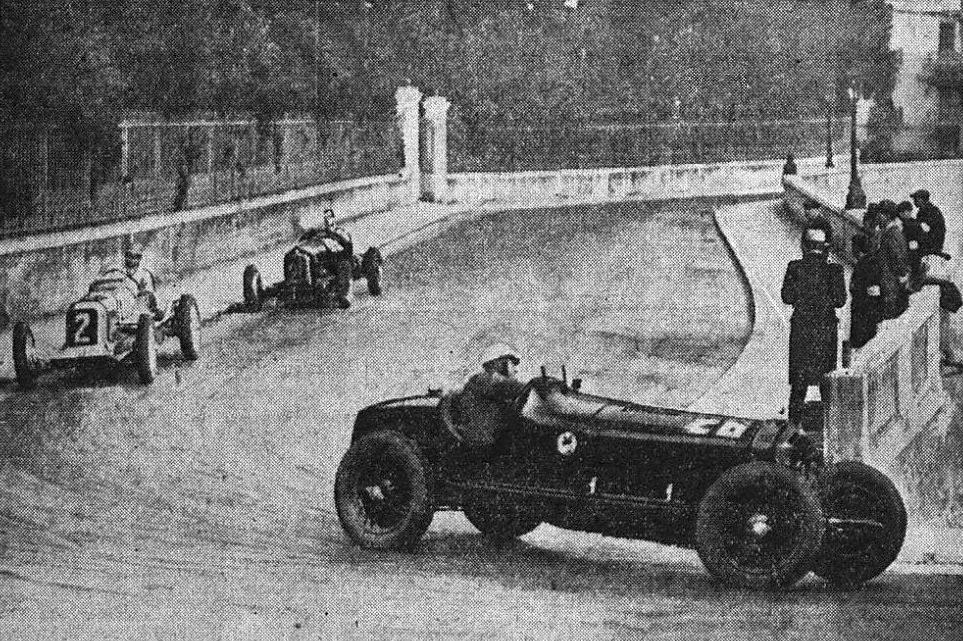
Renato Balestrero vor Earl Howe in der Bahnhofskurve. Dahinter Rennsieger Guy Moll

Der VI. Große Preis von Monaco (VI Grand Prix de Monaco) fand am 2. April 1934 auf dem Circuit de Monaco in Monte Carlo statt. Als Grande Épreuve war es das erste Rennen unter der neu eingeführten Internationalen Grand-Prix-Rennformel (Rennwagen bis 750 kg Gesamtgewicht; Mindestbreite 85 cm), wurde aber abweichend zur darin ebenfalls festgelegten Mindestdistanz von 500 km dank einer Ausnahmegenehmigung lediglich über die traditionelle Distanz von 100 Runden à 3,180 km ausgetragen, was einer Gesamtdistanz von 318,0 km entsprach.
Sieger wurde der aus der französischen Kolonie Algerien (damals noch Teil des französischen Mutterlands) stammende Guy Moll auf einem Alfa Romeo Tipo B der Scuderia Ferrari. Mit seinem Alter von 23 Jahren und 10 Monaten blieb Moll damit mehr als 25 Jahre lang der jüngste Sieger eines offiziellen Internationalen Grand Prix.

## Rennen
Dem in der Zwischenzeit traditionellen Auftakt zur Grand-Prix-Saison in Monaco wurde 1934 besondere Aufmerksamkeit zuteil, weil es sich um das erste Rennen nach Wiedereinführung einer neuen Internationalen Grand-Prix-Formel handelte, in der zum ersten Mal seit mehreren Jahren wieder technische Beschränkungen für die teilnehmenden Rennwagen erlassen worden waren. Um in der vorangegangenen Zeit der formelfreien Rennen zuletzt bedenklich angewachsenen Motorleistungen – und damit nicht zuletzt auch die Geschwindigkeiten – auf ein akzeptables Maß zu begrenzen, hatte die Internationale Motorsportbehörde CSI des Automobil-Weltverbands AIACR hierfür das Leergewicht der Wagen auf 750 kg limitiert. Eine weitere Bestimmung regelte außerdem eine Mindestbreite der Chassis von 85 cm.
Aufgrund der besonderen Streckencharakteristik des Stadtkurses von Monte Carlo – angesichts der dort relativ niedrigen erreichbaren Durchschnittsgeschwindigkeiten wäre sonst die Renndauer zu lang geworden – durfte der veranstaltende Automobilclub von Monaco jedoch wie bereits im Vorjahr mit einer Ausnahmegenehmigung von der ebenfalls in der Grand-Prix-Formel festgelegten Mindestdistanz von 500 km abweichen und das Rennen über die seit der Erstaustragung in 1929 klassischen Distanz von 100 Runden bzw. 318 km ausrichten.
Da man sich bei der Festlegung der neuen Rennformel am zuvor vorhandenen Wagenmaterial orientiert hatte und die Modelle der beiden einzigen neuen Teams von Mercedes-Benz und Auto Union noch nicht rennbereit waren, bot die Zusammensetzung des Felds einen Anblick, wie er im Prinzip weitgehend dem des Vorjahres entsprach. Lediglich bei den Maserati 8CM gab es Probleme mit dem Mindestgewicht, die durch allerlei kreative Maßnahmen, wie das Ablassen jeglicher Schmiermittel oder das Montieren von speziellen Leichtmetallrädern nur für den Wiegevorgang umgangen wurden. Bei einem Teil der Wagen mussten auch zusätzliche Bleche im Cockpitbereich angeschweißt werden, um der vorgegebenen Mindestbreite zu entsprechen.
Der Bedeutung des Rennens entsprechend brachte die Scuderia Ferrari, zu der der Rennbetrieb der Alfa-Romeo-Werkswagen ausgelagert war, ein stattliches Team von fünf ihrer Monopostos Alfa Romeo Tipo B an den Start. Bei mindestens einem davon, der vom neu verpflichteten Mannschaftsführer Achille Varzi gefahren wurde, war der Hubraum des Motors von 2,65 auf 2,9 Liter angehoben und damit einhergehend die Leistung von 215 auf jetzt etwa 265 PS gesteigert worden. Möglicherweise stand auch Carlo Felice Trossi, der als neuer Präsident einen Teil der Firmenanteile des Teams erworben hatte, ein solches verbessertes Modell zur Verfügung. Der schon 1933 zum Team gestoßene Starpilot Louis Chiron, der neu verpflichtete Franzose Marcel Lehoux, sowie dessen junger algerischer Teamkollege Guy Moll, der als eines der größten Talente seiner Zeit galt und hier ebenfalls sein erstes Rennen für die Scuderia Ferrari bestritt, mussten sich dagegen mit praktisch unveränderten Wagen aus dem Vorjahr begnügen.
Als Hauptkonkurrent der favorisierten Alfa-Romeo-Mannschaft galt wie üblich Tazio Nuvolari, der im Vorjahr im Streit zu Maserati gewechselt war, nun in Monaco aber auch einen Versuch mit einem vom Werk geliehenen Bugatti Type 59 unternahm. Die Bugatti-Fabrikmannschaft selbst erschien außerdem mit drei weiteren Exemplaren dieses Modells für René Dreyfus, Neuverpflichtung Jean-Pierre Wimille, sowie Altmeister Robert Benoist, der nach mehrjähriger Rennabstinenz ins Cockpit eines Grand-Prix-Wagens zurückkehrte, im Training dann aber sein Auto so verbog, dass er am Rennen nicht teilnehmen konnte. Ein weiterer, halboffiziell eingesetzter, älterer Bugatti Type 51 wurde von Pierre Veyron gesteuert.
Maserati blieb seiner Firmenpolitik treu, bei den Fahrern in erster Linie auf zahlende Kunden zu setzen, denen für ihre größtenteils privat gemeldeten Wagen gegen entsprechendes Entgelt auch der passende Service dafür angeboten wurde, je nachdem, in welchem Umfang sie sich dieses leisten konnten. So war Philippe Étancelin mit seinem Maserati 8CM der eigentliche Top-Vertreter der Marke, auch wenn Piero Taruffi, mit einem etwas schwächer motorisierten, dafür aber auch wendigeren Vierzylindermodell, als einziger offizieller Vertreter der Werksmannschaft an den Start ging. Von den Organisatoren waren außerdem Eugenio Siena sowie das Team des Engländers Whitney Straight, bestehend aus ihm selbst und dem Briten Lord Howe, als weitere private Maserati-Fahrer eingeladen worden, ebenso wie Renato Balestrero, der mit seinem älteren Alfa Romeo Typ "Monza" das auf 16 Teilnehmer limitierte Feld komplettierte.
Wie schon im Vorjahr wurden die Startpositionen erneut nach den im Training erzielten Rundenzeiten vergeben, eine Praxis die erst einige Zeit später auch bei den meisten anderen Grand-Prix-Rennen übernommen wurde. Dementsprechend heiß umkämpft waren die Trainingssitzungen, zumal Überholen auf dem engen und verwinkelten Kurs auch damals schon schwierig war. Die erste Startreihe teilten sich schließlich mit Trossi (Alfa Romeo), Étancelin (Maserati) und Dreyfus (Bugatti) Fahrer aller drei im Rennen vertretener Marken.
Trotzdem war es, wie beinahe üblich, Chiron, der mit seinem Alfa Romeo als Führender aus der ersten Runde kam, von Dreyfus, Étancelin und Varzi dicht gefolgt. Nachdem letztere anfänglich eine Weile um die dritte Position gekämpft hatten, gelang es dem Maserati-Fahrer zum Ende des ersten Renndrittels, an Dreyfus vorbei auf den zweiten Platz vorzurücken. Étancelins Versuch, auch Chiron noch einzuholen, endete in der 63. Runde dann allerdings mit einem Abflug in die zur Streckensicherung verwendeten Sandsäcke. Bis auf seinen Teamkollegen Moll hatte Chiron in der Zwischenzeit das komplette Feld überrundet und konnte es sich nun leisten, auf Sicherheit zu fahren, um sein Heimrennen zum zweiten Mal nach 1931 ungefährdet zu gewinnen. Aber in der vorletzten Runde unterlief ihm dann doch noch ein Fahrfehler, als dessen Folge es ihn drei Minuten Zeit kostete, seinen Wagen auf die Strecke zurückzubringen. Sein junger Teamkollege Guy Moll kam dadurch gleich bei seinem ersten Start als Werksfahrer der Scuderia Ferrari zu seinem ersten Sieg in einem Internationalen Grand Prix, der allerdings auch der einzige seiner kurzen Karriere bleiben sollte.

## Ergebnisse

### Meldeliste
| Team                        | Nr. | Fahrer              | Info  | Chassis              | Motor                         | Reifen |
| --------------------------- | --- | ------------------- | ----- | -------------------- | ----------------------------- | ------ |
| Earl Howe                   | 02  | Francis Howe        |       | Maserati 8CM         | Maserati 3.0L I8 Kompressor   | D      |
| Whitney Straight Ltd.       | 04  | Whitney Straight    |       | Maserati 8CM         | Maserati 3.0L I8 Kompressor   | D      |
| Automobiles Ettore Bugatti  | 06  | Robert Benoist      | DNS a | Bugatti T59          | Bugatti 2.8L I8 Kompressor    | M      |
| Automobiles Ettore Bugatti  | 08  | René Dreyfus        |       | Bugatti T59          | Bugatti 2.8L I8 Kompressor    | M      |
| Automobiles Ettore Bugatti  | 10  | Jean-Pierre Wimille |       | Bugatti T59          | Bugatti 2.8L I8 Kompressor    | M      |
| Pierre Veyron               | 12  | Pierre Veyron       |       | Bugatti T51          | Bugatti 2.3L I8 Kompressor    |        |
| Philippe Étancelin          | 14  | Philippe Étancelin  |       | Maserati 8CM         | Maserati 3.0L I8 Kompressor   | M      |
| Scuderia Ferrari            | 16  | Louis Chiron        |       | Alfa Romeo Tipo B/P3 | Alfa Romeo 2.6L I8 Kompressor | E      |
| Scuderia Ferrari            | 18  | Marcel Lehoux       |       | Alfa Romeo Tipo B/P3 | Alfa Romeo 2.6L I8 Kompressor | E      |
| Scuderia Ferrari            | 20  | Guy Moll            |       | Alfa Romeo Tipo B/P3 | Alfa Romeo 2.6L I8 Kompressor | E      |
| Scuderia Ferrari            | 22  | Carlo Felice Trossi |       | Alfa Romeo Tipo B/P3 | Alfa Romeo 2.9L I8 Kompressor | E      |
| Scuderia Ferrari            | 24  | Achille Varzi       |       | Alfa Romeo Tipo B/P3 | Alfa Romeo 2.9L I8 Kompressor | E      |
| Gruppo Genovese San Giorgio | 26  | Renato Balestrero   |       | Alfa Romeo Monza     | Alfa Romeo 2.6L I8 Kompressor |        |
| Tazio Nuvolari              | 28  | Tazio Nuvolari      |       | Bugatti T59          | Bugatti 2.8L I8 Kompressor    |        |
| Scuderia Siena              | 30  | Eugenio Siena       |       | Maserati 8C-3000     | Maserati 3.0L I8 Kompressor   |        |
| Officine Alfieri Maserati   | 32  | Piero Taruffi       |       | Maserati 26M b       | Maserati 2.5L I4 Kompressor   | P      |

### Startaufstellung
| 3                | 2                  | 1                   |
| ---------------- | ------------------ | ------------------- |
| Dreyfus 1:59 min | Étancelin 1:59 min | Trossi 1:58 min     |
| 6                | 5                  | 4                   |
| Chiron 2:00 min  | Nuvolari 1:59 min  | Varzi 1:59 min      |
| 9                | 8                  | 7                   |
| Wimille 2:00 min | Taruffi 2:00 min   | Moll 2:00 min       |
| 12               | 11                 | 10                  |
| Siena 2:05 min   | Straight 2:02 min  | Lehoux 2:00 min     |
| 15               | 14                 | 13                  |
| Howe 2:08 min    | Veyron 2:06 min    | Balestrero 2:05 min |

### Rennergebnis
| Pos. | Fahrer              | Konstrukteur | Runden | Stopps | Zeit        | Start | Schnellste Runde | Ausfallgrund             |
| ---- | ------------------- | ------------ | ------ | ------ | ----------- | ----- | ---------------- | ------------------------ |
| 01   | Guy Moll            | Alfa Romeo   | 100    |        | 3:31:31,400 | 7     |                  |                          |
| 02   | Louis Chiron        | Alfa Romeo   | 100    |        | + 1:02,000  | 6     |                  |                          |
| 03   | René Dreyfus        | Bugatti      | 99     |        | + 1 Runde   | 3     |                  |                          |
| 04   | Marcel Lehoux       | Alfa Romeo   | 99     |        | + 1 Runde   | 10    |                  |                          |
| 05   | Tazio Nuvolari      | Bugatti      | 98     |        | + 2 Runden  | 5     |                  |                          |
| 06   | Achille Varzi       | Alfa Romeo   | 98     |        | + 2 Runden  | 4     |                  |                          |
| 07   | Whitney Straight    | Maserati     | 96     |        | + 4 Runden  | 11    |                  |                          |
| 08   | Eugenio Siena       | Maserati     | 96     |        | + 4 Runden  | 12    |                  |                          |
| —    | Carlo Felice Trossi | Alfa Romeo   | 95     |        | DNF         | 1     | 2:00,000         | defekte Kraftübertragung |
| 09   | Pierre Veyron       | Bugatti      | 95     |        | + 5 Runden  | 14    |                  |                          |
| —    | Piero Taruffi       | Maserati     | 91     |        | DNF         | 8     |                  | Zündungsschaden          |
| 10   | Earl Howe           | Maserati     | 85     |        | + 15 Runden | 15    |                  |                          |
| —    | Philippe Étancelin  | Maserati     | 63     |        | DNF         | 2     |                  | Unfall                   |
| —    | Renato Balestrero   | Alfa Romeo   | 51     |        | DNF         | 13    |                  | Differentialschaden      |
| —    | Jean-Pierre Wimille | Bugatti      | 18     |        | DNF         | 9     |                  | Bremsdefekt              |